# Список імператорів Трапезунда

Мапа Трапезундської імперії після 1204 року

Трапезундські імператори — правителі Трапезундської імперії, однієї з держав-наступниць Східної Римської (Візантійської) імперії, яка постала після Четвертого хрестового походу 1204 року, й існувала до її загарбання Османської імперії 1461 року.

## Історія
Трапезундська імперія складалася з Понту (північно-східної Анатолії) та Південного Криму.
Держава була утворена 1204 року за допомогою цариці Грузії Тамари після грузинської експедиції в Халдію та Пафлагонію, якою командував Олексій Комнін за кілька тижнів до пограбування Константинополя. Пізніше Олексій проголосив себе імператором і зробив свій осідок в Трапезунді.
Усі правителі держави, крім двох, належали до династії Великих Комнінів, яка раніше правила Східною Римською (Візантійською) імперією з 1081 по 1185 рік. Вони наголошували, що представляють законну лінію спадкоємства Римських імператорів, на противагу правителів Латинської імперії в Константинополі, династії Ласкарісів з Нікейської імперії та родині Комніно-Дуків з Епіру і Салоніків. Щоб підкреслити свою династичну першість та претензії титул Римських імператорів, Трапезундські імператори з кінця 13-го століття називали себе Великими Комнінами (Μέγας Κομνηνός).
Водночас з-поміж претендентів на трон Східної Римської імперії, які з'явилися в 1204 році й пізніше, Трапезундські імператори, попри своє відоме походження, мали, найгірше становище. Вони були далеко від Константинополя в далекій провінції імперії, а репутація Комнінів серйозно постраждала через дії останнього імператора династії Андроніка I Комніна (правління  1183—1185), діда першого Трапезундського імператора Олексія I (правління  1204—1222). Вони продовжували вважати себе єдиними законними правителями всієї колишньої Східної Римської (Візантійської) імперії протягом всього свого правління, але конфлікт із Нікейською імперією та Румським султанатом на початку 13 століття зменшив владу та територію Трапезундських імператорів. Після захоплення Сінопу султаном Кей-Кавусом I у 1214 році Трапезундська імперія перестала бути головним претендентом на відновлення Візантійської імперії та зменшилася до невеликої регіональної держави.
Після того, як Нікейська імперія під керівництвом Михайла VIII Палеолога повернула собі Константинополь у 1261 році, правителі Трапезунду продовжували називати себе «імператором і самодержцем Римлян» (βασιλεὺς καὶ αὐτοκράτωρ Ῥωμαῖων), розглядаючи ту династію Палеологів як іншу родину узурпаторів.
Трапезундський титул був змінений 1282 року на «імператор і самодержець усього Сходу, Іберійських і Заморських провінцій» (βασιλεὺς καὶ αὐτοκράτωρ πάσης Ἀνατολῆς, Ἰβήρω ν καὶ Περατείας), щоб задовольнити Михайла VIII, на чиїй доньці Євдокії Палеологині одружився правитель Трапезунда Іван II Великий Комнін (правління 1280—1297). Зі свого боку Імператори Палеологи з Константинополя взагалі не вважали Трапезундських монархами імператорами, натомість називаючи їх «князями Лазів».
Хоча сучасні історики називають Нікейських імператорів законними Візантійськими імператорами з 1204 року до відвоювання Константинополя в 1261 році, це відбувається лише тому, що саме їхня держава повернула собі столицю. Насправді імператори в Трапезунді були легітимними імператорами, а не імператори в Нікеї, але трапезундцям так і не вдалося повернути Константинополь, і зрештою відмовилися від своїх претензій на Римський імператорський титул. Династія імператорів Комнінів з Трапезунда правила понад 250 років, пережила відновлену Візантійську імперію під керівництвом династії Палеологів на вісім років, перш ніж вона також упала від війська Османської імперії.

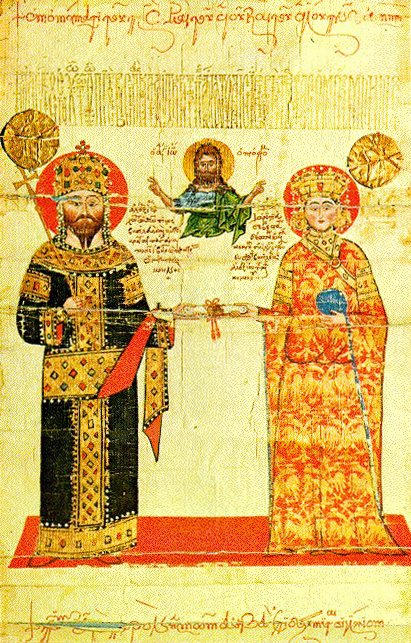
Олексій III імператор Трапезунда і його дружина Теодора Кантакузина

## Імператори Трапезунда
- Березень 1204 — 1 лютого 1222 — Олексій I Великий Комнін
- Березень 1204—1212 — Давид I Великий Комнін, співправитель, брат Олексія І
- 1 лютого 1222—1235 — Андронік I Гід, зять Олексія I, став імператором коли всі сини Олексія I були неповнолітніми
- 1235—1238 — Іван I Великий Комнін, син Олексія I
- 1238 — березень 1263 — Мануїл I Великий Комнін, син Олексія I
- Березень 1263—1266 — Андронік II Великий Комнін, син Мануїла I
- 1266 — червень 1280 — Георгій I Великий Комнін, син Мануїла I
- Червень 1280 — 16 серпня 1297 — Іван II Великий Комнін, син Мануїла I
- Осінь 1284—1285 — Теодора, донька Мануїла I
- 16 серпня 1297 — 3 травня 1330 — Олексій II Великий Комнін, син Івана II
- 3 травня 1330 — 8 січня 1332 — Андронік III Великий Комнін, син Олексія II
- 8 січня — 23 вересня 1332 — Мануїл II Великий Комнін, син Андроніка III
- 23 вересня 1332 — 6 квітня 1340 — Василь I Великий Комнін, син Олексія II
- 6 квітня 1340 — 17 липня 1341 — Ірина Палеологиня Візантійська, вдова Василя І, позашлюбна донька Візантійського імператора Андроніка III Палеолога
- 17 липня 1341 — вересень 1342 — Ганна Велика Комніна, донька Олексія II
- 4 вересня 1342 — 3 травня 1344 — Іван III Великий Комнін, син Михайла, онук Івана II; підтримувався Генуезькою республікою
- 3 травня 1344 — 13 грудня 1349 — Михайло Великий Комнін, син Івана II і батько Івана III, проголошений імператором після палацового перевороту
- 13 грудня 1349 — 20 березня 1390 — Олексій III Великий Комнін, син Василя І, проголошений імператором за підтримки Візантійського імператора Івана VI Кантакузина
- 20 березня 1390 — 5 березня 1417 — Мануїл III Великий Комнін, син Олексія III
- 5 березня 1417 — 26 квітня 1429 — Олексій IV Великий Комнін, син Мануїла III; співімператор з 1395 року
- 26 квітня 1429 — квітень 1460 — Іван IV Великий Комнін, син Олексія IV
- 1451—1459 — Олександр Великий Комнін, син Олексія IV; співімператор з 1451 року
- Квітень 1460 — Олексій V Великий Комнін, син співімператора Олександра
- квітень 1460 — 15 серпня 1461 — Давид Великий Комнін, син Олексія IV.

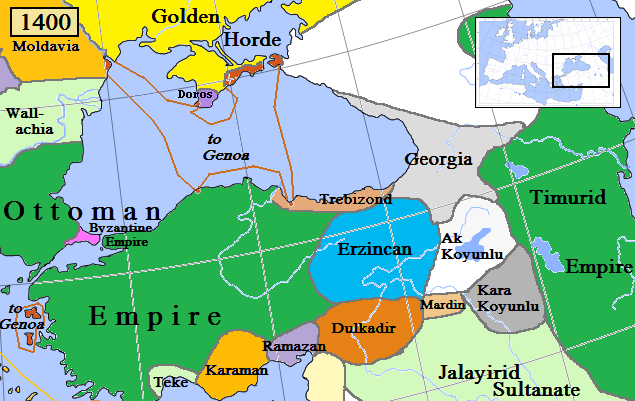
Держава Трапезунд з навколишніми державами бл. 1400

Іван IV віддав свою доньку Теодору (також відому як Деспіна Хатун) за сина правителя Персії Узун-Хасана в обмін обіцянку захищати Трапезунд. Він також домігся обіцянок допомоги від турецьких емірів Сінопу та Караманії, а також правителя Грузії.
Старший син Олексія IV, Іван IV (1429—1459) бачив що його імперія скоро розділить долю Константинополя. Османський султан Мурад II вперше спробував взяти Трапезунд морем у 1442 році, але сильний шторм ускладнив висадку, і спроба була відбита. Поки син і наступник Мурада, султан Мехмед II перебував у поході, облягаючи Белград у 1456 році, Османський намісник Амасії напав на Трапезунд і, хоча зазнав поразки, взяв багато полонених і стягнув велику данину.
Після смерті Івана IV у 1459 році до влади прийшов його брат Давид. Давид вів перемовини з різними європейськими державами щодо допомоги проти османів. Зрештою Мехмед II дізнався про ці перемовини, зібрав значну армію в Бурсі та несподіваним кроком рушив на Сіноп, емір якого швидко здався. Потім султан рушив на південь через східну Анатолію, щоб нейтралізувати Узун Хасана. Ізолювавши Трапезунд, Мехмед напав на нього ще до того, як жителі зрозуміли, що він наближається, і взяв його в облогу. Місто протрималося протягом місяця, перш ніж Давид здався 15 серпня 1461 року.
З падінням Трапезунда останнім незалежним залишком Візантійської імперії, а також Римської імперії, з якої постала Східна Римська імперія, стало Причорноморське (Кримське) відгалуження Трапезундської імперії — князівство Феодоро. 30 грудня 1475 року воно також було завойоване Османською імперією.
Всі прямі нащадки чоловічої статі імператорів Трапезунду були страчені османами. Через Теодору (доньку Івана IV) та доньку Олексія IV Трапезундського (також звану Теодора, дружину Джаханшаху, султана Кара-Коюнлу), династія Сефевідів в Ірані з самого початку належала Понтійських монархів, а Ісмаїл I був онуком Феодори.
Також імператори Трапезунда були споріднені з правителями Грузії та монархами князівства Феодоро.